# Office national du bois
L’Office national du bois  (ONAB) est un Établissement public à caractère industriel et commercial au Benin, chargé de la gestion du bois, placé sous la tutelle du ministère de agriculture, de élevage et  de la pêche. La direction générale est située à Cotonou, Akpakpa, PK 3,5 Route de Porto-Novo.